# McDonnell Douglas MD–12
A McDonnell Douglas MD–12 volt a McDonnell Douglas repülőgépgyártó vállalat által tervezett kétszintes utasszállító repülőgépe, amely az 1990-es években egy "Szuperjumbo" repülőgép tervként jött létre, először egy nagyobb trijet, majd később egy négyhajtóműves utasszállító gépet terveztek. Méretét tekintve akkora lett volna mint a Boeing 747-es, de az utaskapacitását tekintve annál nagyobb. Ugyanakkor az MD-12 nem kapott megrendeléseket, és így a repülőgép sem valósult meg. A McDonnell Douglas az MD-11-es utódjaként az MD-XX számozást használták.

## Változatok
Az MD-12 felajánlott néhány tervezett változata.
- MD-12 HC (Nagy kapacitású)
- MD-12 LR (Hosszútávú)
- MD-12 ST (Nyújtott törzsű)
- MD-12 Twin (Kéthajtóműves változat)

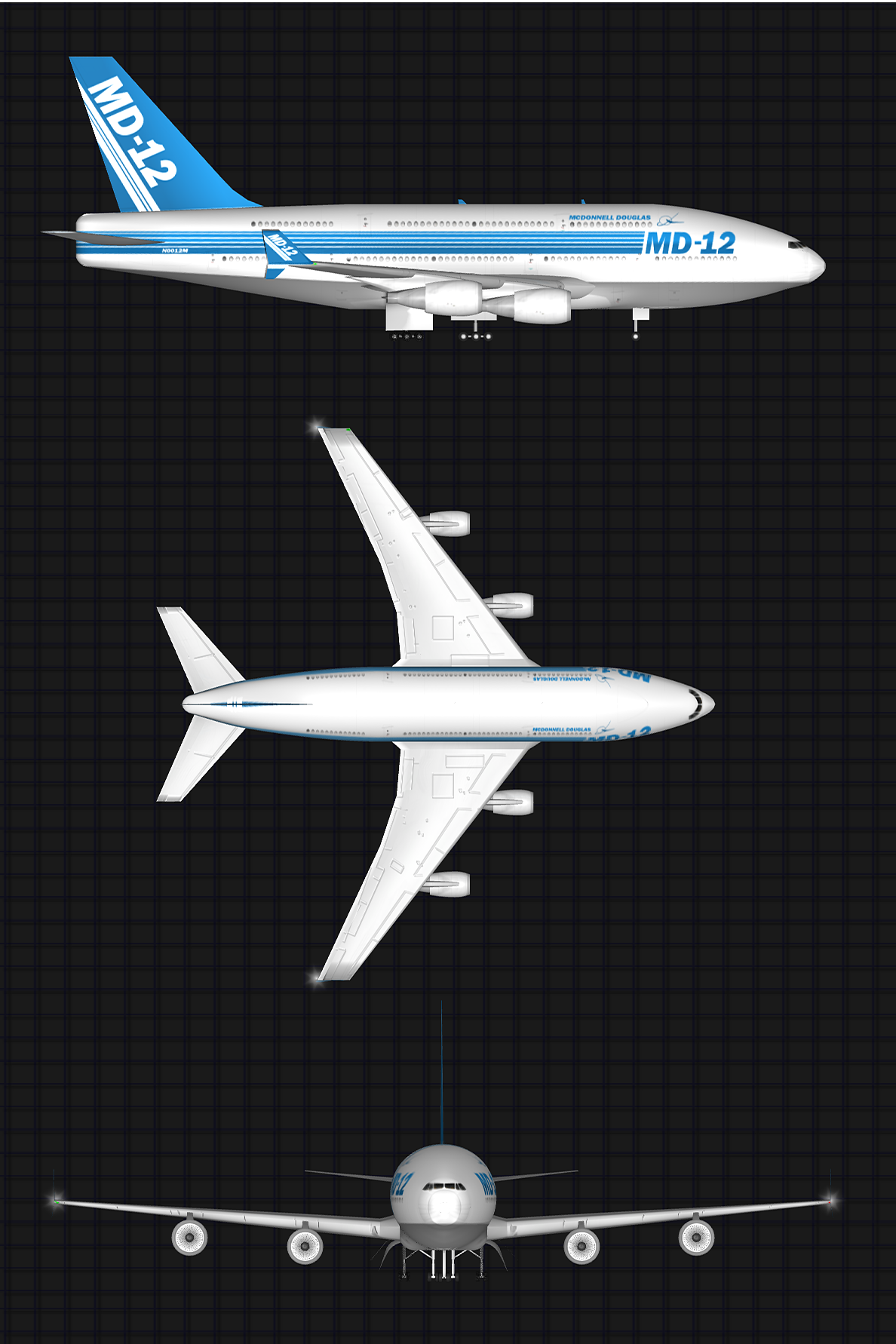
Háromnézeti rajz

## Műszaki adatok

### Általános jellemzők
- Személyzet: 2
- Kapacitás: 430 utas három osztályos elrendezésben és 511 utas a nagy kapacitású elrendezésben
- Hossz: 63,40 m
- Fesztáv: 64,92 m
- Magasság: 22,55 m
- Szárnyfelület: 543,1 m2
- Üres tömeg: 187 650 kg
- Legnagyobb felszállótömeg: 430 500 kg
- Hajtómű: 4 db General Electric CF6-80C2 sugárhajtómű (274 kN)

### Teljesítmény
- Legnagyobb sebesség: 1050 km/h
- Hatótávolság: 14 825 km

### Hasonló fejlesztés
- McDonnell Douglas MD–11